# Famiglia Zoldick
La famiglia Zoldyck (ゾルディック?, Zorudikku) è un gruppo di personaggi immaginari che formano una famiglia di assassini della serie manga e anime Hunter × Hunter, scritta e disegnata dal mangaka Yoshihiro Togashi.

## Caratteristiche
I membri della famiglia Zoldyck sono i migliori assassini di tutto il mondo e risiedono in un'enorme tenuta sul monte Kukuru. La loro proprietà è circondata da pareti di pietra ciclopiche e pesantissime e protetta da un gigantesco cane da guardia e da domestici altamente addestrati nel combattimento. Attorno alla famiglia aleggia un grandissimo mistero, tanto che vengono organizzati tour e visite guidate che si spingono fino ai cancelli della loro proprietà e una foto della famiglia varrebbe milioni su Internet.
I membri della famiglia vengono addestrati sin dalla nascita nell'arte dell'assassinio sebbene possano scegliere in che cosa specializzarsi mentre crescono: il figlio maggiore Illumi, per esempio, sembra essere un maestro nel travestimento, mentre l'altro figlio maggiore, Milluki, è un espertissimo hacker. In ogni generazione è il bambino con più talento che viene chiamato erede, che attualmente è Killua. Sembra che gli eredi abbiano i capelli biondo platino mossi e gli occhi azzurri, mentre gli altri hanno capelli neri lisci e occhi scuri.
La famiglia possiede un insieme unico di talenti: resistenza a quasi tutti i tipi di veleni, capacità di tollerare quantità elevate di elettricità e una forza fisica immensa (Killua riesce ad aprire un cancello di sedici tonnellate prima dell'addestramento all'uso del Nen); alcune di esse sono innate, altre vengono ottenute con l'addestramento. È interessante notare come i membri che hanno i capelli argentati (Killua, suo padre Silva e suo nonno Zeno) siano del tipo Nen della Trasformazione, mentre gli altri membri con i capelli neri (Kikyo, Illumi, Milluki e Kalluto) siano della Manipolazione. Le uniche eccezioni sono Maha e Alluka.

## Membri della famiglia
La famiglia è attualmente composta da dieci membri.

### Maha
Maha Zoldyck è il nonno di Zeno, anche se il databook lo ha inizialmente indicato come suo padre. Non si conosce molto riguardo a lui, dato che è apparso soltanto con Kalluto e Illumi durante la missione di massacro dei dieci Anziani della mafia e viene menzionato nel capitolo 264 assieme agli altri membri della famiglia. È del tipo Nen del Potenziamento. Secondo suo nipote l'unica persona a essere sopravvissuta a uno scontro con lui è Netero e all'apice della sua forza è assai probabile che sia il più potente Zoldyck tra quelli attualmente in vita, sebbene Killua abbia un talento addirittura superiore al suo.

### Zeno
Zeno Zoldyck (ゼノ＝ゾルディック?, Zeno Zorudikku) è il nonno di Killua e padre di Silva.
Uomo anziano e astuto, l'età avanzata non ha diminuito minimamente la sua rapidità di pensiero e la sua velocità in battaglia, infatti viene definito da Quoll Lucilfer in persona un "nonnetto pericoloso". Sembra avere qualche aspetto eccentrico, infatti porta una targhetta affissa al vestito che recita in kanji "Un'uccisione al giorno". Nutre delle grandi speranze per Killua, osservando che tra tutti i discendenti della famiglia è l'allievo più eccezionale nelle abilità di assassino. Suo padre è menzionato una volta nel capitolo 264 ed è molto probabilmente morto, perché è stato dichiarato che ci sono attualmente nove membri viventi della famiglia Zoldyck (suo padre sarebbe il decimo). Si considera da sempre l'alter ego di Netero, paragonando la loro rivalità alla opposizione tra yin e yang, affermando però che il suo amico/rivale gli è sempre stato superiore, definendo infatti Netero "colui che innumerevoli volte lo ha sconfitto". Non ama svolgere incarichi non remunerativi in quanto non vuole farsi scambiare per coloro che uccidono per diletto.
Ha affrontato Quoll Lucilfer in combattimento, assieme a suo figlio Silva, riuscendo a sormontarlo; tuttavia lo stesso Zeno ha ammesso che se Quoll avesse combattuto con l'intento di ucciderlo sarebbe stata tutta un'altra storia. Viene poi assoldato da Netero per assaltare il palazzo delle formichimere, ma abbandonerà lo scontro dopo avere utilizzato la propria abilità Nen per allontanare Netero e Meruem dalle guardie reali. Nell'attacco contro il Re delle formiche scatena una pioggia di draghi di Nen sul palazzo per distrarre le guardie reali; inavvertitamente uno dei draghi finisce per colpire Komugi, che sarà presto soccorsa da Mereuem e curata da Pitou. Zeno ammetterà per la prima volta nella sua carriera di assassino di essere dispiaciuto per avere ferito qualcuno di innocente. È doppiato da Tadashi Miyazawa e Hiroshi Ohtake nell'originale e in italiano da Vittorio Congia nella serie del 1999 e Paolo Buglioni (prima voce) e Teo Bellia (seconda voce) nella serie del 2011.

#### Poteri e abilità
Zeno viene considerato uno dei più forti combattenti del mondo. Le sue abilità Nen sono:
- Testa del Drago: rivelata per la prima volta nel combattimento contro Quoll Lucifer, Zeno può trasformare ed emettere il suo Nen nella forma di un drago, di cui controlla i movimenti con le mani.
- Dragon Dive: una variante della Testa del Drago in cui il drago di Nen si frantuma in centinaia di piccole saette, che sono svincolate dalle mani di Zeno, e cadono a pioggia contro il nemico. Nell'anime viene chiamato Stormo di Draghi Cadenti.

È inoltre capace di viaggiare e trasportare altre persone materializzando e cavalcando il suo Nen, come dimostrato nella saga delle formichimere. Stando a quanto dice Nobunaga, un esperto di En è capace di sondare con l'aura un raggio di cinquanta metri attorno a sé, ma Zeno afferma di potere arrivare anche a trecento: questo renderebbe il suo En il più esteso del mondo, superato solo da quello di Neferpitou.

### Nonna
Decimo membro della famiglia e in teoria moglie di Zeno, è stata solamente nominata nel manga. È comparsa come silhoutte nel remake dell'anime, assieme agli altri membri della famiglia.

### Silva
Silva Zoldyck (シルバ＝ゾルディック?, Shiruba Zorudikku) è il padre di Killua. Una figura silenziosa e pensierosa, nonostante possa sembrare pericoloso come gli altri Zoldyck, ha un carattere bonario, sembra basare il suo rapporto con Killua soprattutto sul rispetto e sulla fiducia reciproca. Permette che il figlio vada in viaggio con Gon, considerando che si tratta di un modo grazie al quale Killua guadagnerà più esperienza e una volta che sarà diventato più forte tornerà sicuramente a casa. Durante la saga di York Shin City, Silva e suo padre Zeno sono assunti dalla mafia per assassinare la Brigata Fantasma e affrontano Chrollo Lucilfer. Durante l'inizio del combattimento viene ferito al braccio da un coltello avvelenato e, nonostante il veleno sia talmente potente che 0,1 milligrammi basterebbero a immobilizzare una balena, esso non ha il minimo effetto sul killer. Questo deriva sicuramente dagli addestramenti durissimi di resistenza ai veleni e altri metodi di tortura cui ogni membro della famiglia è sottoposto sin dalla nascita. I due Zoldyck si ritirano dal lavoro quando i loro clienti sono assassinati da Illumi, da Maha e da Kalluto.
Silva aiuterà il padre e il presidente Netero nell'assalto al palazzo delle formichimere, uccidendo con facilità Cheetu. Tornato a casa rifiuta la richiesta di Killua di usare il potere di Alluka per guarire Gon, temendo l'imprevedibilità del suo potere, ma è costretto a cedere sotto la minaccia di Killua. Affiancherà ai due alcuni domestici per sorvegliarli ma alla fine ritirerà l'ordine. Killua racconta che tre anni fa, suo padre affrontò e uccise un membro della brigata fantasma per lavoro. Rientrato a missione conclusa, affermò che "non fu un incarico vantaggioso" (Killua lo definisce come il miglior apprezzamento che un membro della famiglia Zoldyck possa fare al proprio bersaglio). Silva avverte infine la famiglia di non immischiarsi negli affari della brigata.
Lo scontro avvenuto è stato probabilmente uno degli incarichi più difficili che un membro della famiglia Zoldyck potesse avere. Contando soprattutto che Silva è capo della famiglia e ritenuto quindi il più forte. Tuttavia questa missione avvenne tre anni fa, e il tempo passato a rinforzarsi hanno reso probabilmente Silva molto più forte, cambiando probabilmente ora gli esiti contro i membri della brigata fantasma. È doppiato da Kōji Ishii e Kouichi Yamadera nell'originale e da Diego Sabre e Massimiliano Plinio in italiano.

#### Poteri e abilità
L'abilità Nen di Silva è stata indicata una sola volta, durante la lotta con Quoll: egli può generare enormi sfere di Nen dalle mani, che esplodono a contatto con l'obiettivo.

### Kikyo
Kikyo Zoldyck (キキョウ＝ゾルディック?, Kikyō Zorudikku) è la madre di Killua, che è stata ferita da quest'ultimo mentre tentava di impedirgli di allontanarsi dalla casa. Si veste con abiti in stile vittoriano e ha una visiera elettronica sugli occhi. Il suo volto è coperto da bende (non si sa se per via dell'attacco di Killua). È la figura materna della famiglia di Zoldyck ed è lei stessa un'assassina. Sembra essere un po' paranoica e tratta con circospezione gli amici di Killua: Gon, Kurapika e Leorio. Kikyo aspetta con ansia che Killua diventi un eccellente assassino, per continuare la tradizione di famiglia. Acquisisce una figura quasi comica quando prima si dispera nel momento in cui Killua fa qualcosa di crudele per poi gioirne poiché significa che, in quanto futuro assassino, sta crescendo. Nel databook della serie viene rivelato che proviene dal Ryuuseigai. È doppiata da Rena Yukie e da Junko Iwao nell'originale e da Claudia Balboni e Emanuela Damasio in italiano.

### Illumi
Illumi Zoldyck (イルミ＝ゾルディック?, Irumi Zorudikku) è il fratello maggiore di Killua. È un esperto assassino, che con suo padre era responsabile dell'addestramento e dell'educazione di Killua. Durante l'esame per diventare hunter, Illumi si iscrive con uno pseudonimo, Ghittarackur, e cambia la sua intera struttura facciale attraverso l'utilizzo di speciali spilli, al punto in cui può essere riconosciuto soltanto dalla voce. Emana un'oppressiva aura diabolica, che spaventa Killua al punto di paralizzarlo, ogni volta che gli si avvicina. Ciò può essere dovuto a un ago impiantato nel cervello di Killua da parte dello stesso Illumi: tale ago costringe a sottrarsi da una battaglia che non è sicuro di vincere, anche se ciò significasse abbandonare coloro a cui tiene. Il motivo di tale gesto è accertarsi che Killua possa vivere per continuare la tradizione di famiglia, e anche un mezzo di protezione nei suoi confronti. Questo ago viene estratto dallo stesso Killua nella battaglia contro Rammott.
Illumi prova uno strano affetto verso Killua. Quando Illumi si scontra con Killua durante l'esame per diventare hunter, accenna che è stato in ansia quando il fratellino ha lasciato casa mentre il suo viso non manifestava nessuna emozione. Infatti la faccia di Illumi è inespressiva come una maschera, nessuno può penetrare i suoi pensieri o i suoi sentimenti. Durante l'esame finale, Illumi minaccia di uccidere Gon se Killua non si dichiara sconfitto. Anche se dopo Illumi dice divertito che stava scherzando, Hisoka lo guarda minaccioso, lasciando ambiguo se facesse o no sul serio.
La sua mancanza di personalità lo rende perfetto per il lavoro di assassino.
Fra Illumi e Hisoka c'è un rapporto ambiguo, che può quasi definirsi amicizia. A York Shin City Illumi è venuto in aiuto a Hisoka, spacciandosi per lui (usando le sue abilità di trasformista) nel nascondiglio della Brigata Fantasma, mentre Hisoka cercava di affrontare Chrollo Lucilfer. Illumi è consapevole che Hisoka nutre interesse per Killua, vedendolo come un prezioso giocattolo uguale a Gon con cui potrà divertirsi in futuro, ma non si preoccupa poiché sa che la famiglia non permetterà mai a Hisoka mai avvicinarsi a lui. Un altro momento, nel quale Illumi mostra per la prima volta delle emozioni, è quando chiede la collaborazione di Hisoka nell'intento di uccidere sua sorella Alluka, ritenuto un pericolo per la famiglia a causa dello spaventoso potere Nen di cui dispone. Hisoka domanda se in tal caso potesse uccidere anche Killua: Illumi mostra un'espressione di puro odio che gli deformano il viso, minacciando Hisoka che lo avrebbe ucciso lì sul posto se avesse di nuovo proposto una cosa simile. Tuttavia ciò altro non era che uno stratagemma per far si che Killua riuscisse a percepire l'aura omicida del fratello e quindi scappare, poiché Hisoka desidera che Gon possa guarire dalle sue condizioni per poterlo un giorno affrontare. Illumi cambia espressione guardando indispettito Hisoka presumendo che tale gesto lo abbia fatto intenzionalmente, benché Hisoka lo neghi ingenuamente.
In seguito Illumi cambierà idea e tenterà di ottenere il controllo di Alluka dopo avere capito che Killua è in grado di esprimere desideri senza subirne le conseguenze, assetato di potere e consapevole che non esistano limiti a quello che potrebbe fare se trasformasse Killua in un suo burattino e potere così fare esaudire ad Alluka tutti i desideri che vuole. In seguito, viene assoldato da Hisoka per unirsi alla Brigata Fantasma con l'obiettivo di uccidere Hisoka stesso. Stando a ciò che dice Illumi, Hisoka ha deciso che è giunto il momento che uno dei due uccida l'altro. È doppiato da Urara Takano e Masaya Matsukaze nell'originale e da Francesco Bulckaen in italiano.

#### Poteri e abilità
Anche se non dichiarato esplicitamente, Illumi può usare il suo Nen della manipolazione per i travestimenti. Durante la saga di York Shin City, prende le sembianze di Hisoka per fargli un favore, ma può mantenere la sua trasformazione soltanto per cinque ore senza l'utilizzo degli spilli. Immettendo uno dei suoi aghi, creati probabilmente con il Nen della materializzazione, può influenzare a suo piacimento la mentalità di una persona. Oltre a queste abilità ci viene mostrato che può controllare il cadavere di uno dei dieci Padrini della mafia, sempre attraverso l'utilizzo dei suoi aghi.
Illumi può inoltre, infilzando uno dei suoi spilli in una persona, obbligarla a obbedire a qualsiasi suo ordine fino alla morte. Queste persone vengono chiamate Persone ago.

### Milluki
Milluki Zoldyck (ミルキ＝ゾルディック?, Miruki Zorudikku) è il secondogenito. Milluki è un ragazzo obeso con una forte avversione per qualunque genere di attività fisica. Infatti, prima di partecipare alle aste della città di York Shin City, Milluki non lasciava l'abitazione da dieci anni. Sembra essere una specie di otaku, poiché la sua stanza è coperta di statuette femminili di vari videogiochi. Inoltre viene ferito da Killua durante la sua fuga da casa. Milluki è soprattutto incaricato di torturare Killua con fruste ed elettrocuzione. L'interesse per il gioco Greed Island lo accompagna per qualche tempo, durante il quale si reca a York Shin City e partecipa a ogni asta nella speranza di potersene aggiudicare una copia. Tuttavia il miliardario Battera lo batte ogni volta a colpi di rilancio e Milluki ritorna a casa frustrato.
Milluki è molto intelligente e capace con i computer e nella costruzione di ordigni a elevato potenziale. Il suo modo di pensare e la sua personalità lo rendono più una figura comica che temibile e suo nonno Zeno lo descrive come un uomo di grande intelligenza, ma troppo stupido per saperla sfruttare.
Non è stato mostrato se anche Milluki come gli altri della famiglia, possa usare il Nen. È doppiato da Katashi Ishizuka e Kimiko Saito nell'originale e da Simone Crisari in italiano.

### Killua
Killua è il membro della famiglia Zoldyck destinato a ereditare tutto l'impero dei suoi predecessori. Dalle spiccate capacità fische e dalla sua freddezza si rivela fin dalla sua prima apparizione (durante la prima prova di esame per diventare hunter) un abile guerriero e, in più momenti, come un vero killer. Appartiene alla categoria nen della trasformazione e vivrà mille avventure con il suo migliore amico Gon.

### Alluka
Alluka Zoldyck (アルカ＝ゾルディック?, Aruka Zorudikku) è la sorella minore di Killua. Nel capitolo 229 appare in una foto come una dei cinque figli Zoldyck. Il suo nome è rivelato nel databook ufficiale nell'albero genealogico di famiglia degli Zoldyck, il quale conferma il sesso biologico di Alluka come maschile insieme agli altri fratelli. Chiamata "quarto figlio Zoldyck" da Illumi e identificata al maschile dal resto della famiglia e dalla servitù (con rare eccezioni, come Tsubone), solo Killua la riconosce come una ragazza e la considera sua sorella. Fa la sua prima comparsa durante la saga dell'elezione del Tredicesimo Presidente degli hunter, dove viene presentata come una bambina dai poteri terribili e temuta da tutta la famiglia, e per questo tenuta segregata in una stanza sotterranea e praticamente inaccessibile del castello, piena di giocattoli. Eccezion fatta da Killua, col quale è sempre stata in ottimi rapporti, Alluka non viene trattata neppure come un essere umano dalla sua famiglia, a causa della presenza di Nanika nel suo corpo. Nanika ha un'abilità potenzialmente sconfinata e può generare un'aura di proporzioni incredibili, tanto da fare rabbrividire i migliori Hunter professionisti, come accade mentre cura Gon. Nanika vive nel corpo di Alluka come una seconda personalità. Sia Alluka che Nanika sono doppiate da Maaya Uchida, mentre in italiano da Giorgia Venditti.

#### Poteri e abilità
Il potere di Alluka è probabilmente il più complesso e articolato mai visto, ma senza dubbio è anche uno dei più potenti. Se una persona soddisfa tre richieste fatte da Alluka, quest'ultima lascia il proprio corpo nel controllo di un'entità di nome Nanika: si mostra diversa da Alluka, in quanto ha gli occhi color pece, le membra pallide e un sorriso nero, rendendo il viso di Alluka da umano a qualcosa di stilizzato simile ad una maschera. Nanika, al momento della sua comparsa, riesce a soddisfare qualunque richiesta venga fatta da colui che è riuscito a soddisfare i capricci di Alluka; tuttavia, in base al valore del desiderio esaudito, le sue successive richieste saranno sempre più esigenti, arrivando anche a chiedere gli organi vitali del malcapitato. Se quattro richieste consecutive non vengono soddisfatte moriranno la persona a cui sono state fatte le richieste, la persona a lui/lei più cara e via via un numero di persone con cui il malcapitato ha passato più tempo, proporzionalmente al valore dell'ultimo desiderio esaudito.
Dopo avere curato Gon, tuttavia, Killua, scusandosi per avere trattato male Alluka e Nanika quest'ultimo che si prenderà sempre cura di lui e che non deve mai più esaudire i desideri degli altri. Ciò fa presumere che, al di fuori di Killua, nessun altro potrà più sfruttare Alluka, sventando definitivamente le minacce esterne.
Ci sono alcune regole che i poteri di Alluka devono rispettare e che sono state scoperte dalla famiglia solo grazie a tentativi ripetuti e al sacrificio di cavie per gli esperimenti:
1. Se qualcuno non riesce a soddisfare le richieste di Alluka e viene ucciso, il livello di difficoltà delle richieste ritorna al minimo. Questo è il momento migliore per fare una richiesta.
2. Se Alluka sta facendo delle richieste a una persona in particolare, queste non possono essere spostate a un'altra persona interrompendo a metà il processo. Quindi se quella persona scompare o si nasconde Alluka non può fare richiesta a nessun altro.
3. Se la persona che sta soddisfacendo le richieste muore nel tentativo questo viene contato come un mancato esaudimento e almeno un'altra persona morirà.
4. Alluka non può richiedere niente da persone di cui ignora il nome.
5. La stessa persona non può fare ad Alluka richieste consecutive. Killua sembra conoscere un modo per superare questa limitazione.

Le regole conosciute solo da Killua sono:
1. Nonostante Alluka possa esaudire solo un desiderio per volta, si possono imporre diverse condizioni a una stessa richiesta, ampliando di molto il ventaglio delle richieste che si possono fare prima di esaudire le tre successive.
2. Se un desiderio è del tipo che riguarda la guarigione e la salute Alluka deve mantenere un contatto fisico con il malato per tutto il tempo in cui il desiderio viene esaudito. Inoltre, se il desiderio riguarda queste situazioni, non c'è nessun effetto distruttivo in seguito: questo, secondo Killua, è dovuto al fatto che non sia tanto la grandezza del desiderio a rendere più difficili le successive richieste ma l'egoismo delle stesse.
3. Killua ha dei privilegi speciali, grazie al suo rapporto con Alluka e Nanika esprime un desiderio ad Alluka quest'ultima bypassa qualsiasi richiesta precedente e viene esaudito senza ripercussioni di nessun tipo e senza alcuna richiesta da soddisfare in precedenza. Quelli di Killua, infatti, non sono desideri, bensì ordini e Nanika li esaudisce incondizionatamente. Questo privilegio viene intuito da Illumi, che a maggior ragione desidera controllare Killua per entrare in possesso anche del potere di Alluka. Poco dopo però Killua comunica ad Alluka e Nanika che si prende sempre cura di loro e che non devono mai più esaudire le richieste degli altri, imponendo probabilmente un sigillo simbolico, impedendo da quel momento in avanti che nessun altro potrà più fare richieste ad Alluka al di fuori di Killua.
4. Nota: Il potere di Alluka non rientra nella specializzazione in quanto, come si rivela in uno schizzo di Togashi nel volume 33, l'entità Nanika è frutto di una creatura proveniente dal Continente Oscuro. Silva, durante il suo dialogo con Killua, gli risponde che Alluka non è un essere umano ma una cosa proveniente da un posto oscuro.

### Kalluto
Kalluto Zoldyck (カルト＝ゾルディック?, Karuto Zorudikku) è il fratello più piccolo di Killua. Viene mostrato per la prima volta insieme con la madre durante il recupero di Killua dalla montagna Kukuru. Nonostante molti lo ritengano una bambina per via dei lineamenti del viso e per il kimono da donna che indossa, in realtà Kalluto è un bambino.
Kalluto compare ancora durante la saga di York Shin City come aiutante di Illumi nell'assassinio dei dieci capi della mafia che avevano disposto una taglia sui membri della Brigata Fantasma; successivamente ricompare a Greed Island, dove si scopre che è diventato un membro della Brigata Fantasma prendendo il posto di Hisoka contravvenendo all'avvertimento del padre Silva di non immischiarsi nelle questioni della brigata. Il motivo per cui Kalluto entra nella Brigata Fantasma è che desidera riportare a casa suo fratello Killua. Lo si vede poi combattere assieme agli altri membri della Brigata contro le formichimere che si sono insediate nel Ryusegaai ed è proprio durante lo scontro contro una di esse che si nota la capacità nen di controllare la carta. Lo si rivede brevemente in seguito dove si scopre essere geloso della sorella Alluka per via del rapporto che ha con Killua. Ricompare in seguito insieme con la Brigata Fantasma a bordo della nave diretta verso il continente oscuro, insieme con Illumi, per incominciare la caccia verso Hisoka. L'autore ha dichiarato di avere basato l'aspetto di Kalluto su quello di Hotaru Tomoe di Sailor Moon. È doppiato da Yuko Maekawa e Mamiko Noto nell'originale, in italiano da Francesca Zavaglia nella serie del 1999, da Dania Cericola negli OAV e da Giorgia Venditti nella serie del 2011.

## Servitori
Per la famiglia Zoldyck lavorano duecento domestici, che vengono allenati e istruiti all'interno della tenuta. Oltre a servire i membri della famiglia hanno il compito di difendere la proprietà da eventuali intrusi o individui pericolosi. È proibito loro avere dei partner, sia all'interno sia all'esterno della tenuta (pena la morte) e sono tenuti a servire i membri senza favorire nessuno in particolare e senza mostrare sentimenti (anche se alcuni di loro hanno le loro preferenze). Per tenersi continuamente in esercizio usano oggetti di uso quotidiano (tazze, vestiti, secchi e scopettoni, ecc.) ma con dei pesi eccessivi, tale che a un comune umano è impossibile vivere lì.

### Amane
Amane (アマネ?, Amane) è una servitrice fedele a Silva e la nipote di Tsubone. Viene incaricata di scortare Killua e Alluka e in particolare di badare alla bambina. È in grado di usare il Nen ma non se ne conosce il tipo. È doppiata da Marina Inoue.

### Gotoh
Gotoh (ゴトー?, Gotō) è il capo maggiordomo. Tutti i contatti dall'esterno con la famiglia passano attraverso di lui. Sottopone Gon, Leorio e Kurapika a un gioco di lancio della moneta con in palio le loro vite e quelle di Canary, gioco che si conclude con la vittoria di Gon, ma in realtà si trattava solo di uno scherzo atto a fare passare il tempo e, nel frattempo, verificare le capacità delle persone con cui Killua sarebbe partito. Nonostante l'estrema serietà con cui affronta i tre e con cui esegue il suo lavoro, Gotoh si rivela affezionato a Killua, che considera come un figlio. Inoltre, come sottolinea Killua, Gotoh detesta le scorrettezze, preferendo sempre la lealtà e la correttezza, anche quando gioca. Proviene dal Ryuuseigai.
Viene incaricato successivamente assieme a Tsubone, Canary e Amane di sorvegliare Killua e Alluka in viaggio per curare Gon e di riportarli con la forza a casa se i due si fossero allontanati troppo o avessero infranto il codice di segretezza sui poteri di Alluka. Dopo avere subito l'attacco di Illumi e Hisoka, resta indietro per affrontare quest'ultimo ma viene ucciso quando Hisoka gli taglia la gola con le sue carte.
È un esperto combattente e appartiene al tipo Nen del potenziamento: può fare roteare delle normali monete su sé stesse ad altissima velocità e spararle poi come se fossero dei proiettili, tanto da potere abbattere un albero come se niente fosse. È doppiato da Takashi Matsuyama nella serie del 1999 e da Kenyuu Horiuchi nella serie del 2011, in italiano da Davide Marzi nella serie del 1999 e da Gabriele Sabatini nella serie del 2011.

### Canary
Canary (カナリア?, Kanaria) è un'apprendista servitrice proveniente dal Ryuuseigai nella cittadina Meteor stessa città natale della Brigata Fantasma. Il suo compito è di impedire agli intrusi di arrivare alla residenza della famiglia. A dieci anni (ha la stessa età di Killua) massacrò in soli cinque minuti un Blacklist Hunter e cento uomini che tentarono l'impresa. Allo stesso modo ferma Gon mentre quest'ultimo tenta di avvicinarsi alla villa degli Zoldyck e lo colpisce ripetutamente. La caparbietà del ragazzo però fa presa su Canary, che lascia passare il gruppo. Per questo viene colpita e resa priva di sensi da Kikyo. È legata a Killua da un sentimento di amicizia, anche se cerca di non ammetterlo, in quanto contrario le regole. Quando Killua le chiese di essere sua amica, sentendosi solo, Canary si accorse subito che sua madre li stava osservando, e a malincuore dovette declinare. Tuttavia Killua sembra essersi accorto che Canary non può esprimersi liberamente perché tenuta d'occhio dalla sua famiglia. Accompagna poi Killua e Alluka nel loro viaggio per curare Gon. Combatte usando un bastone ed è probabilmente capace di usare il Nen.
Fin da bambina Canary dimostrò subito di possedere un veloce apprendimento nelle tecniche di combattimento. È doppiata da Reiko Kiuchi nella serie del 1999 e da Motoko Kumai nella serie del 2011, in italiano da Cinzia Villari nella serie del 1999.

### Seaquant
Seaquant (シークアント?, Shīkuanto) è il guardiano interno della porta d'ingresso della tenuta. Seaquant era un Blacklist Hunter che tentò di arrivare con cento uomini armati ad assaltare la residenza degli Zoldyck, per poi essere fermati da Canary. Impressionato dalla forza della servitrice, l'hunter implorò di essere risparmiato e di rimanere al servizio degli Zoldyck. Va molto d'accordo con Zebro e i due aiutano Gon, Kurapika e Leorio ad aumentare la loro forza per aprire la porta del test. È doppiato da Tomohiro Nishimura.

### Tsubone
Tsubone (ツボネ?, Tsubone) è un'anziana e muscolosa servitrice, da lungo tempo al servizio degli Zoldyck e molto fedele a Silva, con il quale ha un rapporto di estrema fiducia. È l'unica servitrice della famiglia che osa usare dei vezzeggiativi verso Killua e Alluka, pur suoi padroni. Viene incaricata assieme a Gotoh, Kanaria e Amane di scortare Killua e Alluka quando questi ultimi si dirigono verso l'ospedale in cui è ricoverato Gon, con l'ordine di usare la forza per riportarli a casa qualora venissero a mancare alle regole di famiglia.
È forse il servitore più potente degli Zoldyck, temuta persino da Killua.
Dalla personalità forte, autoritaria e decisa, dimostra tuttavia di avere un lato fortemente emotivo che, nella saga delle elezioni del presidente dell'associazione Hunter, si manifesta in un pianto di commozione in due occasioni: prima nel vedere quanto Killua fosse cresciuto e diventato forte (e quindi, secondo il suo auspicio, un futuro eccezionale assassino), poi assistendo a una dimostrazione di amore fraterno da parte di Killua nei confronti di Alluka.
Come dimostrano la sua fedeltà verso Silva e i suoi auspici nei riguardi di Killua, Tsubone ha un legame affettivo verso i suoi datori di lavoro. Tsubone ha confessato di non riuscire ad affezionarsi a Illumi e Milluki, in quanto entrambe le ricordano la loro madre, Kikyo. È doppiata da Ikuko Tani.
La sua abilità Nen è della materializzazione e la sua tecnica speciale è il Rider's High: grazie a essa può concretizzare attorno al suo corpo dei veicoli, che usano il Nen dei guidatori come carburante. Finora ha mostrato due forme: una motocicletta tanto veloce da superare la velocità della tecnica Kanmaru di Killua e un aliante.

### Zebro
Zebro è il guardiano esterno della porta d'ingresso della tenuta. Il suo compito è quello di impedire l'accesso a intrusi e malintenzionati. Per fare questo usa una falsa porta e un falso mazzo di chiavi: chiunque li usi viene rilevato come intruso da Mike, il feroce cane da guardia, e divorato. Nonostante il suo aspetto è molto muscoloso e forzuto, dal momento che deve essere in grado di aprire la porta dei test. Va molto d'accordo con Seaquant e i due aiutano Gon, Kurapika e Leorio ad aumentare la loro forza per aprire la porta del test. È doppiato da Souichiro Akaboshi nella serie del 1999 e da Yutaka Nakano nella serie del 2011, in italiano da Vittorio Congia nella serie del 1999 e da Pierluigi Astore nella serie del 2011.

### Kasuga
Servitrice della famiglia Zoldyck che aveva il compito di guardare Alluka anni addietro. Kasuga ha violato la regola dei domestici di non avere partner, in quanto lei aveva un fidanzato. Benché lei dovesse essere uccisa Illumi le offrì di esaudire i capricci di Alluka e in cambio avrebbe risparmiato la sua vita e quella del suo fidanzato. Ciò tuttavia fu uno stratagemma di Illumi per giustiziarla, e contemporaneamente azzerare i capricci di Alluka, in quanto si erano innalzati troppo e richiedeva gli organi del malcapitato.

### Cane da guardia: Mike
È il principale cane da guardia della famiglia Zoldyck. Si mostra come un mostruoso e grottesco lupo di enormi dimensioni, tanto da sembrare quasi un demone. Gon nel vederlo ammette apertamente di trovarlo spaventoso e di non volerci avere nulla a che fare. Mike è addestrato per fare la guardia alla tenuta e si occupa di pattugliare il confine. Zebro spiega che Mike non prova alcuna emozione, non si affeziona a nessuno e prende ordini diretti solo dalla famiglia Zoldyck.
L'ordine che Mike ha ricevuto dagli Zoldyck è di uccidere e divorare gli intrusi che passano dalla porta di servizio della tenuta, poiché ritenuti indegni di entrare in quanto non hanno superato la porta della prova di forza. Ciò causa però difficoltà a Zebro in quanto Mike mangia fuori dagli orari prestabiliti e che così ingrasserebbe. Tuttavia, Mike sembra essere stato addestrato anche per mantenere pulita la residenza, in quanto una volta mangiata la preda apre la porta di servizio gettando i resti fuori lasciando che sia Zebro a occuparsene. Il guardiano spiega che è irrilevante quanto tempo abbia passato insieme con Mike e che se non fosse per gli ordini iniziali dati dagli Zoldyck anche lui verrebbe ucciso se passasse dalla porta di servizio. Nella prima serie il colore del pelo di Mike è bianco e ha occhi gialli con pupille retrattili come i rettili. Nella seconda serie il suo aspetto cambia nettamente: il colore del suo manto è viola intenso e gli occhi blu scuri. Le sue zampe mostrano cinque lunghe dita munite di artigli, facendole assomigliare a una mano. Si mostra in compagnia di altri suoi simili indicando quindi che un intero branco della sua specie pattuglia la residenza degli Zoldyck. Zebro rivela che è da dieci anni che gli Zoldyck hanno Mike che pattuglia la residenza. L'unica persona a non essere rimasta terrorizzata dall'aspetto mostruoso di Mike è stato Muna: un giovane fotografo andato anni addietro alla residenza per fotografare gli animali e le piante all'interno della residenza, ritenuti rari e particolari. Contrariamente alle aspettative Muna non provò il minimo terrore nel vedere Mike, arrivando anche a fotografarlo da molto vicino, ritenendolo un animale molto interessante.